# Nyager Skole
Nyager Skole er en af seks folkeskoler i Rødovre Kommune.
Bygningen er bygget af den danske arkitekt Arne Jacobsen i 1959-64. Skolens udseende var resultat af en arkitektkonkurrence. Skolen var fra starten normeret til at rumme 1000-1100 elever og var altså en meget stor skole. Projektets bærende ide var på trods heraf at skabe et intimt og overskueligt opholdssted.
Senere er der blevet bygget til med bl.a. en indskolingsafdeling, der færdiggjordes i 2013. I 2014 blev skolegården renoveret, så den ifølge det ansvarlige arkitektfirma "levede op til bygningens ikoniske kvalitet".
I 2024-2025 blev der lavet en Pavillion på Skolens Græsplæne. 7 & 6 klasserne flyttede der ud.